# IMelody
iMelody es un formato de intercambio de ringtones no polifónicos, utilizado por teléfonos móviles [Extension: .imy], definido por Ericsson y Sony Ericsson, junto con otros fabricantes y se basa en el formato propietario eMelody de Ericsson. El formato iMelody se ceó porque el eMelody tenía algunas limitaciones musicales.

## Transferencia de melodías para teléfonos móviles
Con el fin de transferir estos tonos de llamada a un teléfono móvil, se puede simplemente enviar un mensaje SMS con el texto iMelody/eMelody como el texto del mensaje, o se puede crear un archivo de texto plano que contiene el texto iMelody/eMelody con la extensión adecuada (.imy/.emy) y transferirlo al teléfono móvil por Bluetooth, IrDA o un cable de datos.El archivo también puede ser adjuntado a un mensaje MMS o de correo electrónico.

## iMelody
MIME: "text/x-iMelody" o "audio/iMelody"
Extensión: ".imy"
Este es un ejemplo de un tono de llamada avanzada en el formato iMelody, es un tono de timbre silencioso que sólo hace que el motor vibra el teléfono vibra constantemente:
```
BEGIN:IMELODY
VERSION:1.2
FORMAT:CLASS1.0
BEAT:25
MELODY:vibeonr2vibeonr2vibeon (r2vibeonvibeonr2vibeonr2vibeonr2vibeonr2vibeonr2vibeonr2vibeonr2vibeonr2vibeonr2vibeonr2vibeonr2vibeonr2vibeonr2vibeonr2vibeonr2vibeonr2ledonr2vibeonr2vibeon
END:IMELODY
```

Otro ejemplo de un tono avanzado, que hace que el motor de vibración vibre constantemente, la luz de fondo de la pantalla destelle y suene un tono simple: 
```
BEGIN:IMELODY
VERSION:1.2
FORMAT:CLASS1.0
BEAT:900
STYLE:S1
MELODY:(vibeonbackoff*6c5ledon*6d5ledoff*6e5ledon*6f5ledoff*6g5ledon*6a5ledoff*6b5ledon*6a5ledoff*6g5*6f5*6e5*6d5*6c5backon*6d5*6e5*6f5*6g5*6a5*6b5*6a5*6g5*6f5*6e5*6d5@0)
END:IMELODY 
```

## eMelody
MIME: "text/x-eMelody" o "audio/e-melody""
Extensión: ".emy"
Ejemplo de un tono de llamada en formato eMelody:
```
BEGIN:EMELODY
VERSION:1.0
NAME:Test melody 1
COMPOSER:John Smith
MELODY:+f+a+fa(b)bdcC+GA+d+#c+dfg+daea+d+#c+e+f+e+fa(b)bdC+EA+d+#c+dfgba+d+#C
END:EMELODY
```